# Grigorij Grigorienko
Grigorij Grigorienko, ros. Григорий Фёдорович Григоренко (ur. 18 sierpnia 1918 w mieście Zinków w obwodzie połtawskim, zm. 19 maja 2007 w Moskwie) – generał pułkownik bezpieczeństwa państwowego, prezydent Stowarzyszenia Weteranów Kontrwywiadu „Wietkon”.

## Życiorys
Urodził się 18 sierpnia 1918 roku w mieście Zinków, na terenie guberni połtawskiej, w biednej rodzinie chłopskiej. Od dzieciństwa najmował się do pracy zarobkowej. Po śmierci ojca – w wieku 8 lat pracował jako pastuch bydła, dorywczo w zakładach drzewnych, naprawiał obuwie sąsiadom. Po ukończeniu siedmiu klas szkoły podstawowej został studentem fakultetu robotniczego. Następnie rozpoczął studia na wydziale fizyczno-matematycznym Połtawskiego Instytutu Pedagogicznego.
W 1940 został wezwany do odbycia zasadniczej służby wojskowej. Został pomocnikiem szefa wydziału specjalnego (kontrwywiad wojskowy) NKWD 151 Dywizji Strzelców w Charkowskim Okręgu Wojskowym. W marcu 1941 został przeniesiony do wydziału specjalnego 4 Brygady Powietrznodesantowej Charkowskiego Okręgu Wojskowego w Konotopie. W składzie tej brygady rozpoczął udział w wojnie z Niemcami na Froncie Południowo-Zachodnim. W sierpniu 1941 został ranny w walce i skierowany do szpitala. Po wyleczeniu został skierowany do wydziału specjalnego 14 Brygady Saperów pod Stalingradem.
W 1942 po ukończeniu trzymiesięcznego kursu doskonalenia kadry kierowniczej przy Wyższej Szkole NKWD został skierowany do służby w I wydziale Drugiego Zarządu NKWD ZSRR, który zajmował się organizowaniem walki z działalnością dywersyjno-wywiadowczą niemieckich służb specjalnych. W 1943 w stopniu kapitana został przeniesiony do III wydziału Głównego Zarządu Kontrwywiadu (Smiersz) Ludowego Komisariatu Obrony ZSRR, specjalizującego się w wywiadzie radiowym oraz dezinformacji przeciwnika.
W 1946 Grigorienko został szefem wydziału w III Zarządzie Głównym Ministerstwa Bezpieczeństwa Państwowego (kontrwywiad wojskowy), gdzie pracował do 1949 roku. Następnie do 1952 zajmował się pracą kontrwywiadowczą w Pierwszym Zarządzie Głównym Ministerstwa Bezpieczeństwa Państwowego. W 1952 w stopniu podpułkownika został zastępcą szefa Wydziału Wschodniego II Zarządu Głównego Ministerstwa Bezpieczeństwa Państwowego, który zajmował się kontrwywiadem w krajach Bliskiego i Środkowego Wschodu, Dalekiego Wschodu oraz Południowo-Wschodniej Azji.
W 1954 w stopniu pułkownika był delegowany na Węgry, jako I zastępca przedstawiciela KGB ZSRR. W tym czasie blisko współpracował z Jurijem Andropowem, który był ambasadorem ZSRR na Węgrzech. W czasie powstania na Węgrzech został ciężko ranny, w następstwie czego długo leczył się we lwowskich i moskiewskich szpitalach. W 1956 został szefem wydziału II Głównego Zarządu KGB Rady Ministrów ZSRR, który zajmował się pracą kontrwywiadowczą w strukturach antyradzieckich organizacji emigracyjnych. W 1959 został szefem oddziału kontrwywiadu. Od 1962 do listopada 1969 kieruje utworzoną z jego inicjatywy służbą kontrwywiadu zagranicznego.
W grudniu 1969 awansowany do stopnia generała majora zostaje zastępcą szefa II Zarządu Głównego KGB, a 2 września 1970 zostaje wyznaczony na stanowisko szefa II Zarządu Głównego KGB. Pod jego kierownictwem został opracowany system, który umożliwił rozpracowanie wielu agentów wywiadu zagranicznych organizacji wywiadowczych. W wyniku tych prac został ujawniony cały szereg głęboko zakonspirowanych agentów CIA oraz innych organizacji wywiadowczych. Wśród nich był II sekretarz Ministerstwa Spraw Zagranicznych ZSRR – Aleksandr Ogorodnik, pracownicy GRU, pracownicy przemysłu lotniczego, Aerofłotu, Banku Państwowego ZSRR. Ponadto ujawniono i wydalono z ZSRR wielu funkcjonariuszy amerykańskich, pracujących w ZSRR jako przedstawiciele przedsiębiorstw handlowych oraz jako dyplomaci przy misjach dyplomatycznych  w ZSRR.
Od 23 listopada 1978 do 1 sierpnia 1983 generał Grigorienko był zastępcą przewodniczącego KGB ZSRR. W sierpniu 1983 roku w stopniu generała pułkownika przeszedł do pracy w Ministerstwie Przemysłu Maszynowego ZSRR jako wiceminister, gdzie m.in. kierował pracami nad opracowaniem systemów obrony przeciwrakietowej. Pracował na tym stanowisku do 1992 roku.
Był laureatem Nagrody Państwowej ZSRR w 1981 roku.
Jego syn Wiktor (1940-1995) był pułkownikiem w siłach zbrojnych, pełnił służbę w GRU. Drugi syn – Aleksandr (1945-1996) był funkcjonariuszem KGB w stopniu pułkownika.
Zmarł 19 maja 2007 roku w Moskwie. Został pochowany na Cmentarzu Trojekurowskim w Moskwie.

## Awanse
- generał major – 17 grudnia 1969 r.
- generał porucznik – 21 grudnia 1971 r.
- generał pułkownik – 16 grudnia 1982 r.

## Ordery i odznaczenia
- Order Lenina
- Order Rewolucji Październikowej
- Order Czerwonego Sztandaru
- Order Czerwonego Sztandaru Pracy – dwukrotnie
- Order Wojny Ojczyźnianej I stopnia
- Order Wojny Ojczyźnianej II stopnia
- Order Czerwonej Gwiazdy – trzykrotnie
- Medal „Za zasługi bojowe”
- Medal „Za obronę Stalingradu”
- Medal „Za obronę Kaukazu”
- Medal „Za pracowniczą dzielność”
- Medal „Weteran Sił Zbrojnych ZSRR”
- Medal „Za zwycięstwo nad Niemcami w Wielkiej Wojnie Ojczyźnianej 1941–1945”
- Medal jubileuszowy „Dwudziestolecia zwycięstwa w Wielkiej Wojnie Ojczyźnianej 1941–1945”
- Medal jubileuszowy „Trzydziestolecia zwycięstwa w Wielkiej Wojnie Ojczyźnianej 1941–1945”
- Medal jubileuszowy „Czterdziestolecia zwycięstwa w Wielkiej Wojnie Ojczyźnianej 1941–1945”
- Medal jubileuszowy „50-lecia zwycięstwa w Wielkiej Wojnie Ojczyźnianej 1941–1945”
- Medal 60-lecia Zwycięstwa w Wielkiej Wojnie Ojczyźnianej 1941–1945
- Medal „Za umacnianie braterstwa broni”
- Medal jubileuszowy „30 lat Armii Radzieckiej i Floty”
- Medal jubileuszowy „40 lat Sił Zbrojnych ZSRR”
- Medal jubileuszowy „50 lat Sił Zbrojnych ZSRR”
- Medal jubileuszowy „60 lat Sił Zbrojnych ZSRR”
- Medal jubileuszowy „70 lat Sił Zbrojnych ZSRR”
- Medal Za Nienaganną Służbę I klasy
- Medal „Za nienaganną służbę” II klasy
- Order Scharnhorsta NRD
- Order Czerwonego Sztandaru Mongolska Republika Ludowa
- Krzyż Komandorski Orderu Odrodzenia Polski (PRL)
- Order Ludowej Republiki Bułgarii I stopnia
- Złoty medal za Służbę Ojczyźnie WRL